# Elsie Bambrick
Elsie Bambrick, también conocida como Elsa Bambrick (Nueva York, 19 de enero de 1896) fue una actriz estadounidense que hizo apariciones en obras de teatro y películas mudas. Fue hermana de la actriz Gertrude Bambrick.

## Filmografía

### Cine
- The Cheese Industry (1915)
- Getting Into a Scrape (1915)
- Mud and Matrimony (1915)
- The Bondage of Fear (1917)
- Jackie (1921)
- His Model Day (1921)

### Teatro
- The Passing Show of 1916 (1916)[1]
- Doing Our Bit (1917)[1]
- Shubert Gaieties of 1919 (1919)[1]